# Jano (Band)
Jano ist eine Rockband aus Addis Abeba, Äthiopien.

## Stil
Die Musik der Band ist eine Mischung aus traditionellen äthiopischen und somalischen Melodien, unterstützt von massivem Bass, Metal-Gitarre und elektronischem Rock ’n’ Roll.

## Zusammensetzung
Die Band besteht aus vier Sängern und sechs anderen Band-Mitgliedern. Die Mitglieder der Band sind in Äthiopien geboren und aufgewachsen.
Gründer der Band ist Addis Gassesse.

## Veröffentlichungen
Im Januar 2012 veröffentlichten „Trio Entertainment Plc“ und „Rock The World Music“ Jano’s Debütalbum Ertale, das nach dem Vulkan Erta Ale im Nordosten Äthiopiens benannt ist. Das Album wurde von dem Produzenten und Musiker Bill Laswell produziert.

## Konzerte
- 4. Juli 2013: im historischen Howard Theatre in Washington, D.C.
- 6. August 2013: bei SOB in New York City
- 19. August 2013: bei Harlem Ginnys Supper Club
- 1. September 2013: in Atlanta
- 7. September 2013: in Los Angeles
- 10. September 2013: in Las Vegas
- 14. September 2013: in der Bay Area

## Diskografie

### Alben
- Januar 2012: Ertale
- Februar 2018: Leraseh New

### Singles
- 13. Dezember 2012: Ayrak
- 30. März 2013: Mariye